# Música rebel irlandesa
La música rebel irlandesa és una tipologia de cançó folk irlandesa, la lletra de la qual explica les aventures de participants reals o fictícies de qualsevol de les diverses revoltes armades que s'han produït contra Anglaterra, primer, i el Regne Unit, després, pel control de l'illa. Les cançons sobre les revoltes més antigues eren molt populars entre la majoria dels nacionalistes irlandesos; les cançons més recents estan associades amb els seguidors del republicanisme irlandès més propens a l'ús de la defensa armada. Alguns dels artistes relacionats amb aquesta música més destacats són Derek Warfield o The Wolfe Tones

## Llistat d'artistes més destacats
- Black 47
- Charlie and the Bhoys
- The Clancy Brothers and Tommy Makem[3]
- The Dubliners
- Go Lucky Four
- David Kincaid
- Christy Moore[4]
- Dermot O'Brien
- Seanchai & the Unity Squad
- Shebeen
- Tuan
- Derek Warfield
- Wolfe Tones
- Wolfhound a.k.a. The Wolfhounds[5]
- Young Dubliners
- The Irish Brigade
- Declan Hunt

## Llistat de cançons destacades
- A Boy Called Williams
- Amhrán na bhFiann
- Arbour Hill; sobre l'indret.
- Belfast Brigade
- Back Home in Derry, de Bobby Sands
- The Bold Fenian Men (també coneguda com a Down by the Glenside)
- Boys of Kilmichael
- The Broad Black Brimmer
- Connolly Was There
- Come All You Warriors
- Come Out Ye Black And Tans
- Connaught Rangers (també coneguda com The Drums Were Beating), sobre el regiment
- Erin Go Bragh
- Fergal O'Hanlon; sobre la persona.
- Follow me up to Carlow
- Four Green Fields de Tommy Makem
- Freedom's Sons
- Give Ireland Back To The Irish
- God Save Ireland
- Go on home, British soldiers
- Grave of Wolfe Tone
- The Great Fenian Ram; sobre el submarí
- Green in the Green
- The Helicopter Song
- Hurrah for the Volunteers
- Irish Citizen Army; sobre l'organització.
- Irish Volunteers; sobre l'organització.
- Johnston's Motor Car
- Join the British Army
- Kelly The Boy From Killane
- Lay Him Away On the Hillside
- My Little Armalite
- Maurice O'Neill
- The Men Behind the Wire
- The Minstrel Boy
- Northern Gaels/Crumlin Jail; sobre la presó.
- Old Howth Gun
- Old Fenian Gun
- Ole'
- Oró Sé do Bheatha 'Bhaile
- The Peeler and the Goat
- Rebel Hearts
- The Rifles of the IRA
- Rock On, Rockall
- Roll of Honour
- Signal Fires
- Some Say the Devil is Dead
- Soldiers of '22
- Teddy Bear's Head
- Tiocfaidh ár lá (també coneguda com la cançó del SAM)
- The West's Awake
- `You'll Never Beat the Irish

### Balades
- 3rd West Cork Brigade
- Ambush At Drumnakilly
- Amhrán na bhFiann (també coneguda com The Soldier's Song) – Himne nacional irlandès
- A Nation Once Again
- Arthur McBride
- The Ballad of Mairead Farrell; sobre la dona.
- Banna Strand (també coneguda com a Lonely Banna Strand)
- Boolavogue
- The Boy from Tamlaghtduff
- The Boys of the Old Brigade
- The Boys of Wexford
- The Croppy Boy
- Dunlavin Green
- Dying Rebel
- Éamonn an Chnoic (també coneguda com a Ned of the Hill)
- The Fields of Athenry
- The Foggy Dew
- Four Green Fields
- Gerard Casey; sobre la persona.[6]
- Ireland Unfree; sobre la frase.
- James Connolly; sobre l'home.
- Joe McDonnell; sobre la persona.
- Kevin Barry
- Martin Hurson; sobre l'home.
- Only Our Rivers Run Free; de Mickey MacConnell.
- Pat of Mullingar
- The Patriot Game
- Pearse Jordan; sobre l'home.
- The People's Own MP
- The Rising of the Moon
- Sean South
- Seán Treacy; sobre l'home.
- Skibbereen
- Streets of Sorrow/Birmingham Six
- Take It Down from the Mast
- Tom Williams; sobre l'home.
- Tone's Grave (també coneguda com a Bodenstown Churchyard)
- The Town I Loved So Well
- There Were Roses, de Tommy Sands
- The Valley of Knockanure
- The Wearing of the Green
- The Wind that Shakes the Barley
- Women of Ireland (també coneguda com a Mná na h-Éireann)
- Young Roddy McCorley